# Arthur Dowler
Sir Arthur Arnhold Bullick Dowler, KCB, KBE, DL (* 16. Juli 1895 in New York City; † 14. November 1963 in Bletchingle, Surrey, England) war ein britischer Offizier der British Army, der unter anderem als Generalleutnant (Lieutenant-General) zwischen 1948 und 1951 Oberkommandierender des Heereskommandos Ostafrika (General Officer Commanding-in-Chief, East Africa) war. Er fungierte zudem zwischen 1953 und 1960 als Sekretär der King George VI Foundation sowie von 1958 bis zu seinem Tode 1963 als Deputy Lieutenant der Grafschaft Surrey.

## Leben

### Offiziersausbildung, Erster und Zweiter Weltkrieg
Arthur Arnold Bullick Dowler, Sohn von A. E. Dowler, begann nach dem Besuch der 1553 gegründeten Tonbridge School eine Offiziersausbildung am Royal Military College Sandhurst und wurde er nach deren Abschluss am 8. August 1914 als Leutnant (Second Lieutenant) in das Linieninfanterieregiment The East Surrey Regiment übernommen. Er nahm an der Westfront in Belgien und Frankreich am Ersten Weltkrieg teil und wurde unter anderem mit dem französischen Croix de guerre ausgezeichnet. In der Zwischenkriegszeit fand er zahlreiche Verwendungen als Offizier. Er besuchte zwischen 1931 und 1932 das Staff College Camberley, an dem die späteren Generale Brian Horrocks, Sidney Kirkman, Cameron Nicholson und Thomas Wynford Rees zu seinen Jahrgangskameraden gehörten.
Nach weiteren Verwendungen als Offizier und Stabsoffizier war Dowler zwischen 1937 und 1939 selbst als Instrukteur am Staff College Camberley tätig. Zu Beginn des Zweiten Weltkrieges war er 1939 für kurze Zeit Kommandeur (Commanding Officer) des 1. Bataillons des East Surrey Regiment sowie anschließend von 1939 bis 1940 Erster Generalstabsoffizier der 49th (West Riding) Division. Nachdem er 1940 für einige Zeit als Brigadegeneral (Brigadier) im Stab des V. Korps (V Corps) Verwendung fand, fungierte er zwischen dem 3. Januar und dem 14. November 1941 als Kommandeur der 2. Brigade. Er löste daraufhin am 15. November 1941 Generalmajor Noel Irwin als Kommandeur der 38th (Welsh) Division ab und verblieb auf diesem Posten bis zum 8. April 1942, woraufhin Generalmajor Donald Butterworth seine Nachfolge antrat. Als Generalmajor wurde er am 15. April 1942 Chefverwaltungsoffizier (Chief Administration Officer) des in Tidworth Camp stationierten Heereskommandos Süd (Southern Command) und verblieb auf diesem Posten bis Oktober 1943. Für seine Verdienste wurde er 1943 Companion des Order of the Bath (CB). Im weiteren Kriegsverlauf war er in Italien Anfang Oktober 1943 zuerst Kommandeur des 2. Basisbereichs (2nd Base Area) sowie anschließend zwischen dem 23. Oktober 1943 und dem 27. Januar 1944 Kommandierender Distriktsoffizier des Militärbezirks 2. Zuletzt war er im Zweiten Weltkrieg von Januar 1944 bis Dezember 1945 Chefverwaltungsoffizier der britischen Expeditionsstreitkräfte im Mittelmeerraum MEF (Mediterranean Expeditionary Force).

### Nachkriegszeit und Aufstieg zum Generalleutnant
In der Nachkriegszeit wurde Generalmajor Arthur Dowler im Dezember 1945 Chef des Stabes der Rheinarmee BAOR (British Army of the Rhine) und bekleidete diese Funktion bis Oktober 1946. Während dieser Zeit wurde er am 13. Juni 1946 zum Knight Commander des Order of the British Empire (KBE) geschlagen und führte seither den Namenszusatz „Sir“. Er wurde am 1. Juli 1946 zudem Colonel of the East Surrey Regiment und hatte diese Funktion bis zum 1. Juli 1954 inne, woraufhin Brigadier George Rowland Patrick Roupell seine Nachfolge antrat. Am 15. Oktober 1946 wechselte er ins Kriegsministerium und war dort bis September 1948 Leiter der Abteilung Infanterie (Director of Infantry, War Office). Er wurde am 20. Januar 1947 außerdem Commander des Legion of Merit.
Zuletzt wurde Sir Arthur Dowler im September 1948 als Generalleutnant (Lieutenant-General) Nachfolger von Generalmajor William „Dimmy“ Dimoline Oberkommandierender des Heereskommandos Ostafrika (General Officer Commanding-in-Chief, East Africa Command) und bekleidete diesen Posten bis September 1951, woraufhin Generalleutnant Sir Alexander Maurice Cameron sein dortiger Nachfolger wurde. Im Anschluss trat er in den Ruhestand und wurde am 1. Januar 1952 auch noch zum Knight Commander des Order of the Bath (KCB) geschlagen. Er fungierte zudem zwischen 1953 und 1960 als Sekretär der King George VI Foundation sowie vom 23. Mai 1958 bis zu seinem Tode am 14. November 1963 als Deputy Lieutenant der Grafschaft Surrey. Ihm wurde am 16. Januar 1962 außerdem das Offizierskreuz des Order of Saint John (OStJ) verliehen.
Aus seiner 1918 geschlossenen Ehe mit Dagmar M. Becker gingen zwei Söhne und zwei Töchter hervor.